# Alfa-Metilserotonina
alfa-Metilserotonina (αMS), também conhecida como alfa-metil-5-hidroxitriptamina ou 5-hidroxi-alfa-metiltriptamina é uma triptamina psicodélica relacionada em estrutura química ao neurotransmissor serotonina (5-HT). Atua como agonista do receptor de serotonina não-seletivo e tem sido usado extensivamente em pesquisa científica para estudar a função do sistema da serotonina.